# أليخاندرو دياز (لاعب كرة قدم)
أليخاندرو دياز (بالإسبانية: Alejandro Díaz Liceága) هو لاعب كرة قدم مكسيكي في مركز الهجوم، ولد في 27 يناير 1996 في مدينة مكسيكو في المكسيك. شارك مع منتخب المكسيك تحت 17 سنة لكرة القدم ومنتخب المكسيك تحت 20 سنة لكرة القدم. أما مع النوادي، فقد لعب مع نادي أمريكا.

## وصلات خارجية
- أليخاندرو دياز (لاعب كرة قدم) على موقع الاتحاد الدولي (مؤرشف)  (الإنجليزية)
- أليخاندرو دياز (لاعب كرة قدم) على موقع قاعدة بيانات كرة القدم.إي يو (الإنجليزية)
- أليخاندرو دياز (لاعب كرة قدم) على موقع Soccerway.com (الإنجليزية)
- أليخاندرو دياز (لاعب كرة قدم) على موقع AS.com (الإسبانية)